# Сыны Корнуолла
«Сыны Корнуолла» (корн. Mebyon Kernow) — политическая партия в Великобритании, действующая на территории Корнуолла и разделяющая идеи корнуоллского автономизма.
Партия была основана 6 января 1951 года на съезде представителей корнуоллской интеллигенции в Редруте. На съезде были приняты семь пунктов, которые легли в основу идеологии партии, в том числе распространение корнского языка, литературы на нём, изучение истории с позиции корнуолльцев, популяризация корнской культуры в целом и создание представления о ней как о стоящей наравне с другими кельтскими культурами.
В 1975 году от «Сынов Корнуолла» отделилась Корнская националистическая партия, выступающая с требованием предоставления большей автономии, вплоть до полного самоуправления в будущем. В настоящее время партия представлена лишь в местном самоуправлении, участвуя в органах самоуправления многих городов и располагая пятью из 123 мест в Совете Корнуолла. В 2010 году партия будет участвовать в выборах в Палату общин — кандидаты от партии выставлены во всех шести одномандатных округах в Корнуолле. Ранее партия участвовала в выборах 1983, 1997, 2001 и 2005 годов, набирая от одной до трёх с половиной тысяч голосов и не получая ни одного депутатского места. В то же время, на выборах в Европарламент 2009 года партия получила почти 15 тысяч голосов.